# 2870 Haupt
2870 Haupt (1981 LD) là một tiểu hành tinh vành đai chính được phát hiện ngày 4 tháng 6 năm 1981 bởi Bowell, E. ở Flagstaff (AM).